# Ouzouer-sur-Loire
 Ouzouer-sur-Loire  es una población y comuna francesa, situada en la región de Centro, departamento de Loiret, en el distrito de Orléans y cantón de Ouzouer-sur-Loire.

## Demografía
| 1022 | 1075 | 1405 | 2039 | 2310 | 2524 |
| Para los censos de 1962 a 1999 la población legal corresponde a la población sin duplicidades (Fuente: INSEE [Consultar]) |      |      |      |      |      |